# 10127 Fröjel
A 10127 Fröjel (ideiglenes jelöléssel 1993 FF26) a Naprendszer kisbolygóövében található aszteroida. Az UESAC program keretében fedezték fel 1993. március 21-én.